# Khulna
För andra betydelser, se Khulna (olika betydelser).

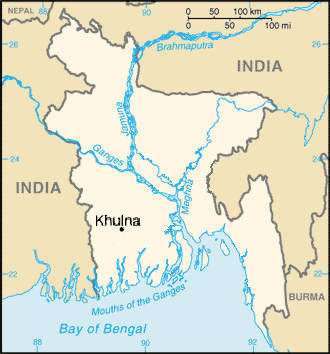
Khulnas läge i Bangladesh.

Khulna är en av de största städerna i Bangladesh och är administrativ huvudort för provinsen Khulna. Staden är belägen vid floden Rupsa, i den sydvästra delen av landet. Folkmängden uppgick till 663 342 invånare 2011, medan storstadsområdet beräknades ha 1 034 936 invånare 2014. Sockertillverkning av dadlar. Khulna blev en egen kommun 1884.